# Леклерк, Никола-Габриэль
Никола-Габриэль Леклерк (фр. Nicolas-Gabriel Clerc, dit Le Clerc; 1726—1798) — французский медик и историк России.

## Биография
Родился во Франции в городе Бом-ле-Дам (Франш-Конте). Его отец был врачом, сын пошёл по его стопам. В 1757 году во время Семилетней войны был назначен первым врачом королевских войск в Германии. В 1759 году по приглашению императрицы Елизаветы и с согласия короля Людовика XV он отправился в Россию прибыл в Россию, где уже в 1761 году стал иностранным членом императорской Академии наук.
В начале 1760 года Клерк вместе с графом К. Г. Разумовскому выехал на Украину. Там он был почти год, разрабатывая меры, направленные на борьбу с инфекционными болезнями и их профилактике. Свои мнения, советы и наблюдения об улучшении состояния здоровья людей и домашних животных он изложил в медицинском трактате «Средства предупреждения заразных болезней и исцеления от них» и кратком очерке «История эпидемических болезней на Украине», напечатанные в Москве в 1760 году; 11 апреля 1765 года он стал почётным членом императорской Академии наук
По возвращении во Францию в 1762 году он был назначен врачом герцога Орлеанского.
Вернулся в Россию в 1769 году и занимал до 1777 года различные должности: был лейб-медиком вел. князя Павла Петровича, директором наук в Сухопутном шляхетном кадетском корпусе и профессором в Академии Художеств, инспектором Павловской больницы в Москве. Несколько его речей перед учениками были опубликованы в 1772—1774 годах: «Речь в публичной собрании императорской Санктпетербургской Академии художеств» (1773), «Философские рассуждения о воспитании» (1773). Еще одна речь изданной в 1774 году «Искусство является в мир с успехом», напечатанная в 1774 году, была напутствием выпускникам кадетского корпуса.
Во время этой второй поездки в Россию, следуя желанию Людовика XV, он начал писать на французском языке историю России, которая вышла под заглавием: «Histoire physique, morale, civile et politique de la Russie moderne» (в 3-х тт., 1783—1784). Этот труд вызвал резкую критику И. Н. Болтина (опубликованные в 1788 году два тома его критических «Примечаний на «Историю древния и нынешния Россия» господина Леклерка» — стали отправной точкой его исторических работ). Даже Екатерина II, резко отрицательно восприняв взгляд на историю России французских авторов, решила в качестве одной из побудительных причин, написать в ответ критическое сочинение «Записки касательно русской истории» (1783). В своём письме к М. Гримму она писала: «Это выйдет противоядием негодникам, унижающим российскую историю, каковы Леклерк и учитель его Левек, оба скоты и, не прогневайтесь, скоты скучные и глупые».
В 1777 году его отозвали в Версаль. На своей родине он был назначен главным инспектором госпиталей королевства и председателем комиссии по пресечению царивших там неурядиц и злоупотреблений, которой в 1778 году было поручено вносить поправки. За свою полезную общественную деятельность он получил орден Св. Михаила, пенсию в 6000 ливров и дворянское достоинство. Его работа получила одобрение министерства, но реформы были отложены, придворные интриги лишили его места, а революция, во время которой он заканчивал свой труд по истории России — пенсии. Умер 30 декабря 1798 года в Версале.
Написал ещё несколько романов, «Hist. natur. de l’homme considéré dans l’état de maladie» (Париж, 1777, 1784), «Maladies du coeur et de l’esprit» (Париж, 1793). ;